# Комбінат (Half-Life)
Комбінат або Комбінант чи Комбінація (Combine) — це вигадана багатовимірна імперія, головний антагоніст у відеогрі Half-Life 2 та її епізодах, розроблених Valve. Комбінат складається як з союзних, так і захоплених цивілізацій та істот. Представників рас, що є її членами, можна зустріти протягом Half-Life 2 та її епізодичних продовжень, а також Half-Life: Alyx, як ворожі неігрові персонажі, коли гравець просувається в іграх, намагаючись повалити окупацію Землі Комбінатом.
Комбінат жорстоко править Землею, придушує інакомислення, застосовуючи насильство або інвазивну хірургію, щоб перетворити людей на рабів. Протягом ігор гравець переважно бореться з трансформованими людьми, а також із синтетичними та механічними ворогами, які є продуктами технологій Комбінату.

## Назва
Сервіс Steam, через який поширюються ігри серії Half-Life, пропонує різні варіанти перекладу слова «Combine» українською: «Комбінат», «Комбінація», «цивілізація комбінантів». Варіанти «Комбінат» і «комбінанти» також трапляються у ЗМІ.

## Дизайн

Промо арт представника цивільної охорони

Частина елементів зовнішнього вигляду членів Комбінату, наприклад, Радника, натхненні роботами Френка Герберта. Страйдери, яких можна зустріти в Half-Life 2 та її наступних продовженнях, базуються безпосередньо на триногах марсіанських завойовників у романі Герберта Веллса «Війна світів». Сама назва «Комбінат» є даниною роману Кена Кізі «Пролітаючи над гніздом зозулі», в якому представлено набір авторитетів, які механічно маніпулюють людьми та переробляють їх.
Під час розробки Half-Life 2 різні концепції неігрових персонажів Комбінату були вирізані. Жінки-асасини Комбінату, подібні до чорних оперативників з першої гри, були заплановані, проте пізніше від них було вирішено відмовитися, хоча вони з'являються в аркадній грі Half-Life 2: Survivor. Інший неігровий персонаж, Крематор, концептуалізувався як робітник Комбінату, який очищав вулиці від тіл після битв за допомогою вогнемета, і хоча його було видалено з гри, його голова була представлена на столі в лабораторії Іллая Венса в Східній «Чорній Мезі». Інші версії включали різноманітних інопланетних солдатів Комбінату, які доповнювали б солдатів-надлюдей у грі, а також ряд синтетичних бойових машин. Багато персонажів Half-Life 2‍  пройшли через численні редизайни; Солдат Комбінату був підданий щонайменше дванадцяти редизайнам, перш ніж було визначено остаточний вигляд.
Актриса Еллен Маклейн озвучує диктора та диспетчера нагляду Комбінату у Half-Life 2, її епізодах та Half-Life: Alyx. Солдатів Комбінату в Half-Life: Alyx озвучують кілька акторів, у тому числі Річ Соммер, Ісаак С. Сінглтон-молодший, Джейсон Ванде Брейк, Майкл Швальбе, Раджа Баруді та Рік Зіфф.

## Атрибути

### Суспільство
Мало що розкривається про діяльність Комбінату поза межами Землі, але в діалогах у Half-Life 2 стверджується, що він контролює численні виміри, населені різними видами. Окупація Землі Комбінатом реалізована як поліційна держава. У східноєвропейському Місті 17, зустрічаються загони Цивільної охорони, що проводять обшуки багатоквартирних будинків, допитують громадян і здійснюють випадкові акти жорстокості. Служба нагляду Комбінату нападає на бази людського опору в містах і поза ними. Всі громадяни одягнені в блакитну форму і живуть у відведених будинках. Громадяни насильно переміщуються містами за допомогою пасажирських поїздів. також поневолені вортигонти, ворожі інопланетні істоти з оригінальної Half-Life, використовуються як робоча сила та джерела енергії. Відповідно до книги Half-Life 2: Raising the Bar, Комбінат виснажує океани та ресурси Землі для використання в інших світах Комбінату, через що у каналах Міста 17 і на околицях берегів рівень води значно знизився.
Центром влади Комбінату на Землі є Цитадель, величезна вежа, що сягає в небо на тисячі метрів і спускається глибоко під землю. Розташована в Місті 17, Цитадель слугує основною штаб-квартирою Комбінату, де розміщені Радники та офіс адміністратора Землі, доктора Воллеса Бріна, маріонеткового правителя, якого можна побачити на великих екранах по всьому місту, звідки він поширює пропаганду та оголошення. Цитадель проєктує енергетичне поле, яке запобігає розмноженню людей, а також поле, яке утримує небезпечну інопланетну фауну поза межами міста. Крім того, Цитадель містить телепорт, який дозволяє Комбінату подорожувати між їхнім рідним всесвітом і Землею. В цитаделі також будують, ремонтують та зберігають бойові машини та зброю.

### Зображення в іграх

Зовнішній вигляд Радника, схожий на личинку, був натхненний творами письменника-фантаста Френка Герберта.

У Half-Life: 2, епізодах та Half-Life: Alyx  зустрічаються надлюди, солдати нагляду та офіцери цивільної охорони. Крім того, з'являється безліч бойових машин, починаючи від БТРів і бойових гелікоптерів і закінчуючи гігантською «стіною», яка огороджує окуповані міста та поступово знищує все на своєму шляху, а також низку «синтетів» — суміш живих організмів і електроніки.

#### Радники
Радники — це великі личиноподібні інопланетяни. У них є механічний пристрій, схожий на око, прикріплений до лівої сторони голови, і механічні руки. Їхні обличчя вкриті респіратором, який може підійматися, відкриваючи ротовий отвір, з якого вони можуть висунути довгий і гнучкий хоботок. З його допомогою вони досліджують об'єкти та вбивають інших істот. Під час нападу радники, схоже, харчуються своєю жертвою. Радники є керівним класом Комбінату, а доктор Брін підпорядковується безпосередньо їм. Хоча Радників зазвичай бачать у захисних капсулах, які охороняють солдати Комбінату, вони також володіють телекінезом, за допомогою якого здатні ширяти в повітрі та знерухомлювати інших істот, щоб їхні хоботки могли безперешкодно обстежувати жертв. Їхній зовнішній вигляд заснований на образі навігаторів Гільдії з фільму «Дюна» 1984 року.

#### Цивільна охорона
Цивільна охорона є основним правоохоронним органом Комбінату на Землі, ряди якого формуються з немодифікованих людей-добровольців. Співробітники Цивільної охорони, яких зазвичай називають «метрокопами», носять легкі бронежилети та маски, що нагадують модифікований протигаз. Мають модифікатори голосу, що маскують їхні голоси. Зазвичай вони носять електрошокові кийки та пістолети USP Match, проте іноді озброєні пістолетами-кулеметами Heckler & Koch MP7. Цивільна охорона часто застосовує жорстокі методи, тримаючи місцеве населення в покорі за допомогою залякування і насильства. Допити, перевірки, рейди, побиття, страти без суду і слідства та акти поліційної жорстокості — все це використовується як засіб охорони правопорядку на підпорядкованих територіях; методи «Цивільної охорони» виправдовуються їхньою роллю «захисників добробуту цивільного населення». На околицях Міста 17 Цивільна охорона здійснює постійне патрулювання задля уникнення втеч з міста. Особовий склад Цивільної охорони перебуває в постійному контакті зі штабом спостереження Комбінату, який ставить їм завдання та інформує про розвиток ситуації. У разі загибелі особового складу Цивільної охорони, їхня броня визначає, що її власник вже не живий, і автоматично інформує штаб про смерть.

#### Солдати нагляду
Солдати нагляду — це основні представники наземних сил армії Комбінату на Землі. Це біомеханічно вдосконалені люди, які носять важкі бронежилети та протигази та озброєні пістолетами-кулеметами MP7, дробовиками Franchi SPAS-12, снайперськими гвинтівками Walther WA 2000 та імпульсними гвинтівками. Маркування на їхній уніформі вказує на завдання та звання кожного окремого солдата. Елітні солдати Нагляду носять яскраво-білу броню з одноокими шоломами та можуть стріляти енергетичними кулями з імпульсної гвинтівки, тоді як рядові носять синю. Солдати з дробовиками носять таку ж екіпіровку, як і інші підрозділи Нагляду, але мають коричневу форму і шоломи з помаранчевими (а не синіми) очима. Солдати Нагляду зазвичай діють невеликими групами по чотири-шість осіб, використовуючи піхотну тактику і гранати, щоб витіснити гравця та обійти його з флангу. Іноді вони працюють за підтримки синтетів, а також часто переміщуються на місцевості на бойових кораблях і бронетранспортерах. Для зв'язку між собою та зі штабом солдати Нагляду використовують двосторонні радіостанції. Зазвичай «Нагляд» можна зустріти поза межами Міста 17, і вони з'являються в місті лише наприкінці гри. Ними командує штучний інтелект Нагляду, який віддає накази на кшталт «Увага, наземні підрозділи — у цій громаді зафіксовано порушника. Код: локалізувати, знищити, стабілізувати». У Half Life: Alyx з'являються чотири нові солдати Нагляду. Вони також подорожують групами, зазвичай по четверо, які називаються командами стабілізації. Громило Комбінату — основна бойова сила, вони озброєні імпульсними кулеметами Pulse SMG і мають на спині червоний балон з газом, який можна прострелити. Носять білу броню з чорно-жовтим маркуванням. Зазвичай вони тримаються позаду, стріляють поодинокими, чергами, і відкривають автоматичний вогонь, коли ви наближаєтесь до них. Ординали — лідери стабілізаційних груп, озброєні імпульсними гвинтівками. Вони також носять радіостанцію на спині. Їхні обладунки білі, з жовтими позначками. Їхня стратегія також полягає в тому, щоб триматися подалі від гравця, стріляти поодинокими пострілами, а повністю автоматичний вогонь відкривати лише тоді, коли ви наблизитеся достатньо близько. Зарядники — важкі одиниці, оснащені великими дробовиками та електрошокерами, але в грі електрошокер не використовується. У них також є щити, що кріпляться на руках, за допомогою яких вони можуть легко просуватися вперед, блокуючи прямий вогонь. Носять сіру броню з великими наплічниками та різними позначками. Придушувачі — залишаються позаду і придушують гравця своїми важкими кулеметами. Безперервний вогонь призводить до перегріву кулемета, що дає гравцеві можливість відкрити вогонь у відповідь. Їхні маски мають унікальну форму. Носять важку броню сірого кольору з різноманітними помаранчевими позначками. На броні у всіх підрозділів є емблема Комбінату.

### Технології Комбінату
Комбінат використовує різноманітні науково-фантастичні технології. Вони мають доступ до технології телепортації. Однак їхня технологія телепортації, обмежена порівняно з технологією, розробленою Ілаєм Венсом, Айзеком Кляйнером і Джудіт Моссман, оскільки вона не може бути використана для телепортації в межах одного виміру. В іграх зустрічаються різні футуристичні комп'ютерні консолі, двері, джерела живлення та місця для розміщення зброї. Крім того, Комбінат використовує міські дрони-сканери, для спостереження за жителями міст. Вони стежать за людьми та фотографують їх, а бойові дрони, використовуються для заміновування територій. Цивільна охорона використовує менші дрони «менхеки», вони оснащені гострими обертовими лезами, для завдання рваних ран цілі. Їх часто використовують у закритих приміщеннях. Комбінат також використовує два типи наземних мін: стрибучі міни, що злітають у повітря і вибухають при виявленні ворога поблизу, та сферичні міни, що котяться до транспортних засобів або ворога, прикріплюються до них і завдають електричних ударів. Технології Комбінату використовується для перетворення людей на солдатів Нагляду або сталкерів — деформованих і понівечених людей без пам'яті про своє минуле, які працюють рабами та обслужним персоналом на об'єктах Комбінату. Перетворення на сталкера вважається одним із найстрашніших покарань для інакодумців.
У військовому плані Комбінат використовує як синтетів, тобто істот, доповнених механізмами, так і традиційні машини, такі як бронетранспортери та бойові вертольоти. Найвідоміші з синтетів — комахоподібні Транспортники та Страйдери, 15-метрові броньовані істоти, що ходять на трьох ногах, озброєні потужною гарматою, встановленою на тілі. У другому епізоді з'являються Мисливці, вони як і Страйдери стоять на трьох ногах, проте досить малі, щоб маневрувати в приміщеннях. Вони стріляють по цілях вибуховими снарядами. Наприкінці Half-Life 2 з'являються й інші синтети, хоча їхня роль не розкривається. Автоматичні турелі також використовуються Комбінатом. Комбінат часто використовує гедкрабів як метод біотероризму проти опору і біженців, вистрілюючи артилерійськими снарядами, завантаженими істотами, в певні райони та дозволяючи їм заражати території.

## Появи

### Серія Half-Life
Згідно з передісторією, представленою в Half-Life 2, після смерті Нігіланта, головного антагоніста в кінці Half-Life, втратився контроль над розривом між Зеном і «Чорною Мезою», що призвело до появи портальних штормів, завдяки чому інвазивна флора та фауна Зену поширилась Землею. Комбінат маніпулюючи цим розривом, отримав доступ до Землі зі свого виміру. Коли він став достатньо потужним, Комбінат почав вторгнення. Сильно ослаблена портальними штормами та їх наслідками Земля швидко зазнала поразки у війні, протримавшись сім годин (назва є відсиланням до радянських військових навчань «Щит-82»; «Семигодинна ядерна війна»). Перемовини про капітуляцію Землі провів Воллес Брін, колишній адміністратор «Чорної Мези», який на той час знайшов спосіб спілкування з Комбінатом, за що був нагороджений посадою маріонеткового правителя Землі, а його адміністрацією стало Місто 17.

Два солдати Нагляду в HL2: Episode Two, з Мисливцем позаду них.

Вперше Комбінат з'являється у Half-Life 2. На початку гри підрозділи Цивільної охорони переслідують Гордона Фрімена через Місто 17 після того, як його перебування в ньому стає відомим Воллесу Бріну. Через дії Фрімена у першій частині гри, Брін бачить у ньому головну загрозу. Втікши з міста, Фрімен прибуває в Східну «Чорну Мезу», проте невдовзі її штурмують підрозділи цивільної охорони та захоплюють лідера опору Ілая Венса, якого переводять до в'язниці Нова Проспект Фрімен і донька Венса Алікс проникають до в'язниці, щоб врятувати Ілая, але подвійний агент Джудіт Моссман телепортує його до Цитаделі. Поразка Комбінату в «Нова проспект» надихає опір і громадян міст на повстання, що призводить до запеклих вуличних боїв. Фрімен бореться з Солдатами Нагляду, щоб проникнути до Цитаделі, але опиняється в полоні і потрапляє до Бріна. Після невдачі з придушенням революції, Брін тікає до міжвимірного телепорту Цитаделі, щоб врятуватися. Фрімен знищує реактор, перш ніж Брін встигає втекти, що спричиняє потужний вибух, який руйнує Цитадель.
У першому епізоді знищення телепорту ізолювало сили Комбінату на Землі, а реактор цитаделі почав розпад. Це змушує Фрімена та Алікс  повернутися до критично пошкодженої Цитаделі, аби стабілізувати її реактор, поки мешканці міста евакуюються Натомість сили Комбінату намагаються прискорити розпад, щоб зв'язатися зі своїм рідним виміром для отримання підкріплення. Після того, як Алікс отримує зашифровану копію повідомлення, яке має бути надіслане, сили Нагляду відчайдушно намагаються зупинити пару від втечі з міста. Коли наприкінці гри вони тікають потягом, Цитадель вибухає і знищує Місто 17.
Другий епізод починається з того, що Алікс і Фрімен дізнаються, що на місці Цитаделі утворився суперпортал у вимір Комбінату, і що Комбінат може отримати підкріплення. Вони також виявляють, що зашифровані дані Алікс з Цитаделі можуть зачинити портал, і тому перетинають сільську місцевість, щоб доставити дані в інший штаб опору в Білому лісі. Радники Комбінату, що уникли знищення Цитаделі, та рештки сил Комбінату перегруповуються, хоча й під атаками вортигонтів. Знаючи про плани опору закрити суперпортал, Сили Комбінату атакують Білий Ліс, але отримують відсіч. Суперпортал знищується після того, як опір запускає супутник, що містить відповідні дані. Двоє Радників нападають на Фрімена, Алікс та Ілая Венса та вбивають Ілая, після чого їх проганяє Пес.
Комбінат знову стає головним антагоністом у приквелі Half-Life: Alyx, дія якого відбувається між Half-Life і Half-Life 2. Гра зосереджується на зусиллях Алікс Венс, її батька Ілая та іншого члена опору Рассела, які намагаються проникнути до величезного сховища Комбінату, вважаючи, що там зберігається зброя, яку вони можуть використати, аби завершити окупацію Землі Комбінатом. Пройшовши через карантинну зону Міста 17 і врятувавши Ілая, вони з'ясовують, що Сховище побудоване не для зберігання зброї, а як в'язниця, в якій, як вони вважають, утримують Гордона Фрімена. Алікс проникає до Сховища і дізнається, що в ньому ув'язнений не Фрімен, а Джи-мен, що показує Алікс проблиск смерті Ілая в майбутньому і пропонує їй шанс запобігти цьому, в обмін на працю на Джи-мена, на що вона погоджується, після чого він поміщає її в стазис.

### Появи в інших медіа
Використання ігор-пісочниць на кшталт Garry's Mod дозволило використовувати персонажів Комбінату у різноманітних вебкоміксах та машинімах. Комбінат також згадується в серії відеоігор Portal. В гумористичному вебкоміксі «Занепокоєний» (Concerned), Комбінат зображений як дуже бюрократична і часто недолуга організація. В одному з випусків показано інструктаж цивільного захисту щодо спроби захоплення головного героя коміксу Гордона Фромана, на якому офіцерам наказано групуватися навколо бочок з вибухівкою, шукати укриття на нестабільних конструкціях і спускатися з мостів під колеса автомобілям, що швидко рухаються. Інший приклад — серіал «Нація Комбінату» (Combine Nation) розповідає про офіцерів цивільного захисту в схожому стилі з поліційними процесуальними документальними фільмами. Офіцери виконують свої обов'язки з різними поворотами, наприклад, медик команди має одержимість лейкопластиром, а юридичний консультант, солдат Нагляду надає перевагу драматичним сценам, таким як кидання світло-шумових гранат, що часто обертається проти нього самого. Інший вебсеріал під назвою «Комбінат» пародіює серіал «Офіс». Цей серіал намагається зобразити Комбінат як міжгалактичну корпорацію, яка страждає від повсякденних офісних питань і проблем. В одному з епізодів показано, як солдати намагаються обійти вебфільтр, щоб замість роботи дивитися відео в Інтернеті. Інші медіа зображують «Комбінат» з більш серйозним підтекстом, як, наприклад, відео «Інтерв'ю з Комбінатом», що пародіює інтерв'ю з Томом Крузом, який обговорює саєнтологію. Це відео, описане ActionTrip як «м'яко кажучи, моторошне», а Joystiq і Kotaku як просто «моторошне», містить інтерв'ю з офіцером цивільної охорони, який обговорює правління Комбінату на Землі, адаптуючи слова Круза до теми Комбінату. Видання PC Gamer UK зазначило, що «припущення, звичайно, полягає в тому, що мета саєнтології або самосвідомість якимось чином нагадує мету гомогенізуючого міжгалактичного вбивчого інопланетного колективу».

## Культурний вплив

### Мерчендайз
Комбінат надихнув на створення кількох товарів для серії Half-Life. Valve створила плюшеву іграшку, засновану на триногому синтеті «Мисливці», що з'явився у другому епізоді. Іграшка була випущена в лютому 2008 року, яка продавалась і розповсюджувалась через інтернет-магазин Valve. Крім того, Valve випустила футболки із зображенням ідеї Комбіната про еволюцію людства від мавпи до солдата Нагляду, що віддзеркалює «Марш прогресу», а також літографію з дванадцятьма концепт-артами солдата Комбінату.

### Сприйняття
–IGN, The Top 100 Videogame Villains
Комбінат отримав позитивну реакцію від критиків. 1UP.com високо оцінив «епічну атмосферу», створену Комбінатом, і їхнє суворе правління Містом 17 у Half-Life 2, зазначивши, що це створило «світ, який керується новомовою, прикрашений занепадом і позбавлений будь-якої надії». GameSpot підтримав цю похвалу, сказавши, що «бачення антиутопічної поліційної держави є моторошно ефективним». PC Zone описав зовнішній вигляд солдатів Комбінату як «схожий на штурмовиків», але, попри те, що в цілому штучний інтелект ворогів був «надзвичайно розумним», їм «варто було б більше радитись з інстинктом самозбереження», посилаючись на їхнє небажання ховатися в укриття і схильність активно намагатись вступити в прямий бій з гравцем, що стоїть перед ними, з дробовиком в руках.
Деякі рецензенти першого епізоду були розчаровані відсутністю нових персонажів для Комбінації, хоча GameSpot похвалив покращений штучний інтелект ворогів і додавання нових здібностей, таких як спуск мотузкою з будівель. Додавання Мисливця у другому епізоді було особливо добре сприйнято критиками; Computer and Video Games заявили, що з ними складно боротися і вони є «дуже гарним доповненням» до серії, в той час, як IGN заявив, що Мисливці були «добре продумані.. вони витончені та потужні одночасно, і від них тхне зловмисним інопланетним розумом». Комбінат також посів 22 місце у списку «100 найкращих лиходіїв відеоігор» за версією IGN.